# Annalena Tonelli
Annalena Tonelli (2 de abril de 1943 - 5 de outubro de 2003) foi uma missionária leiga católica italiana e ativista social. Ela trabalhou por 33 anos na África Oriental, onde se concentrou na prevenção e tratamento da tuberculose e HIV/AIDS, campanhas para a erradicação da mutilação genital feminina e escolas especiais para crianças com deficiência auditiva, cegas e deficientes. Em junho de 2003, Tonelli recebeu o Prêmio Nansen para Refugiados, que é concedido anualmente pelo ACNUR para reconhecer o excelente serviço prestado à causa dos refugiados. Em outubro de 2003, ela foi morta dentro de seu hospital por dois homens armados. Ela é uma candidata à santidade dentro da Igreja Católica na Somália.
Em fevereiro de 2020, o bispo de Forlì-Bertinoro, Livio Corazza, e o Bispo de Djibuti, Giorgio Bertin, iniciaram conjuntamente as etapas preliminares de abertura da causa de beatificação de Tonelli.